# ロバート・スチーブンソン (灯台技師)
ロバート・スティーヴンソン（Robert Stevenson、 1772年6月8日 - 1850年7月12日）は、スコットランド・グラスゴー出身の灯台技師。
父親は貿易商だったが、ロバートが幼児の時にセントクリストファー島にて病気で亡くなった。1786年に銃砲工のトマス・スミスに弟子入りするが、母親ジェーンは1792年にスミスと結婚。1800年にロバートはスミスの事業の共同経営者となった。 
デービッド、アラン、トマスと3人の息子がいた。小説家ロバート・ルイス・スティーヴンソンはトマスの息子。 

## 制作した灯台
- ベル・ロック灯台 Bell Rock Lighthouse
- メルヴィルカラム、エディンバラ The Melville Column, Edinburgh